# سبيريت أوف استراليا

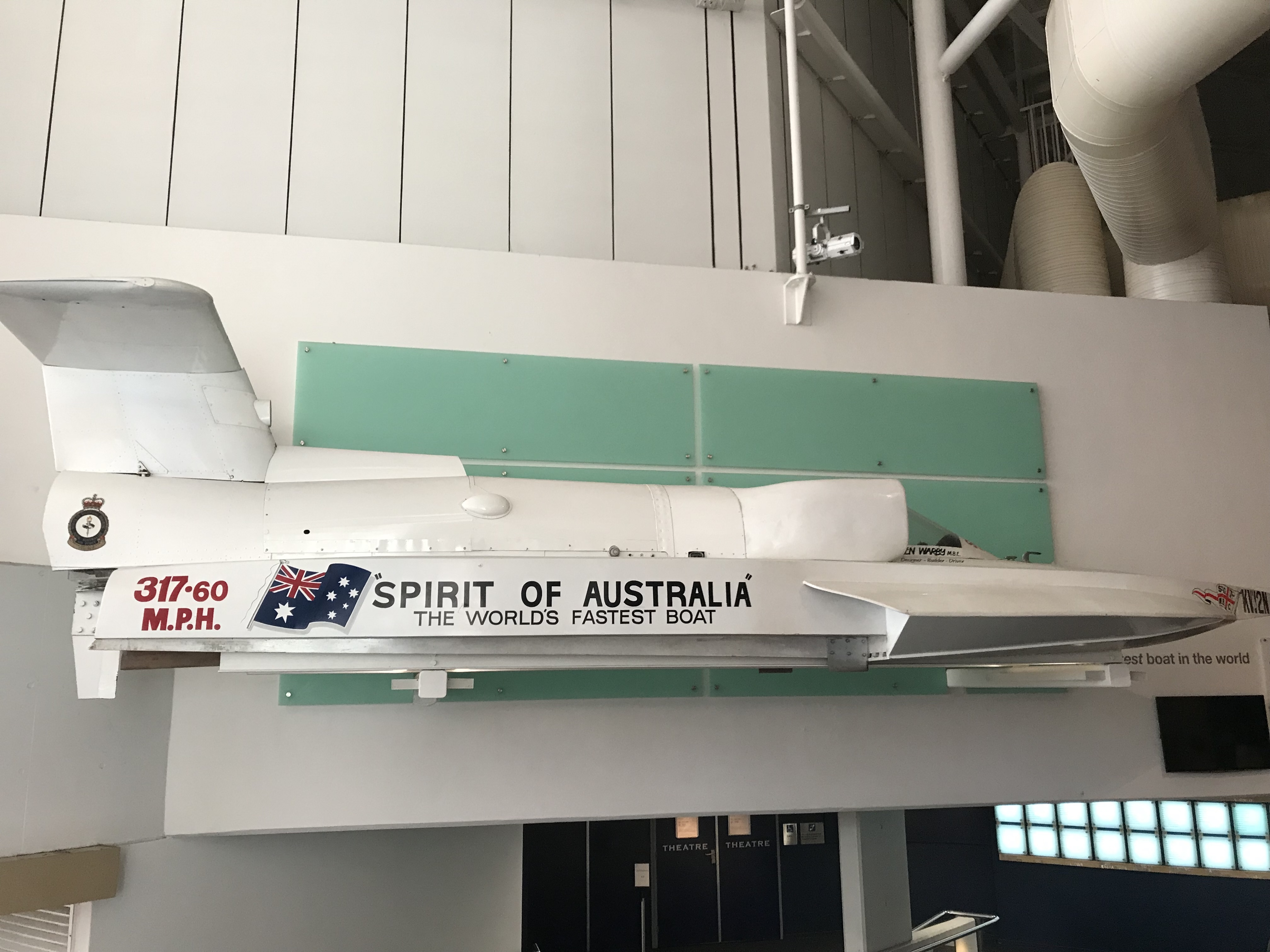
سبيريت أوف استراليا الذي سجل فيه كين واربي الرقم القياسي العالمي لسرعة المياه في عام 1978 على سد بلورينغ في نيوساوث ويلز في أستراليا. في المتحف البحري الأسترالي في سيدني.

سبيريت أوف أستراليا (بالإنجليزية: Spirit of Australia)‏ أو روح أستراليا، هو قارب خشبي سريع تم بناؤه في فناء خلفي في سيدني، بواسطة كين واربي، حطم وسجل الرقم القياسي العالمي لسرعة المياه في 8 أكتوبر 1978.

## السجل والقارب
في 8 أكتوبر 1978، قاد كين واربي قارب «سبيريت أوف استراليا» في نهر توموت بالقرب من سد Blowering في أستراليا على مسار معاكس بسرعة تبلغ 492.813 كم / ساعة (306.220 ميل في الساعة؛ 266.098 عقدة) و529.412 كم / ساعة (328.961 ميل في الساعة؛ 285.860 عقدة)، وكان أعلى سجل رسمي 511.11 كم / ساعة (317.59 ميل في الساعة؛ 275.98 عقدة)، مع سرعة قصوى تبلغ 555 كم / ساعة (345 ميل في الساعة؛ 300 عقدة). كان القارب مدعوم بمحرك نفاث وستنجهاوس J34. جرى تطوير المحرك بواسطة شركة وستنجهاوس للكهرباء في أواخر الأربعينيات من القرن الماضي، واستخدم في الطائرات المقاتلة والطائرات الأخرى. يُعرض قارب «روح أستراليا» بشكل دائم في المتحف البحري الوطني الأسترالي في دارلينج هاربور، سيدني، نيو ساوث ويلز.

## ما تلاه
ابتداءً من أوائل التسعينيات، بنى واربي زورقًا نفاثًا ثانيًا، "Aussie Spirit" مزودًا بمحرك وستنجهاوس J34 جديد، لكنه لم يقم بأي محاولة لتسجيل أرقاما قياسية به. يعمل واربي وابنه ديف حاليًا على قارب جديد «روح أستراليا» الجيل الثاني، مدعوم بمحرك نفاث بريستول سيدلي أورفيوس مأخوذ من طائرة مقاتلة إيطالية Fiat Gina Fiat G.91. اكتمل الآن هذا القارب الجديد ويخضع لتجارب مكثفة مع محاولة لتحقيق رقمًا جديدا في عام 2020.

## روابط خارجية
- Australian National Maritime Museum